# Duchi di Berry

Scudo dei Duchi di Berry (dopo il 1376)

I Duchi di Berry dal 1360 al 1820 furono i seguenti.

## Duchi
Il titolo di Duca di Berry (Duc de Berry) fu istituito per la prima volta come titolo in appannaggio della Casa reale di Francia per un cadetto reale nel 1360 in favore di Giovanni, terzo figlio di Giovanni II, Re di Francia.
- I (1360): Giovanni di Valois (1340 – 1416), figlio di Giovanni II di Francia.

Egli morì nel 1416 senza lasciare eredi maschi e il titolo fu poi reistituito per suo pronipote il Delfino Giovanni, Duca di Turenna, figlio maggiore di Carlo VI, Re di Francia, che morì poco tempo dopo.
- II (1416): Giovanni di Francia (1398 – 1417), delfino, fratello maggiore di Carlo VII di Francia.

- III (1417): Carlo VII di Francia (1403 – 1461), successe come Carlo VII nel 1422.

La terza volta il titolo fu usato nel 1417 per il secondo figlio di Carlo VI, Carlo, al quale era già stato attribuito anche il titolo di Duca di Turenna. Egli salì al trono nel 1422 come Carlo VII, Re di Francia. Il Ducato di Berry fu dato a Carlo, il minore dei suoi figli, nel 1461, ma egli lo cambiò col titolo di Duca di Normandia nel 1465. Morì nel 1472.
- IV (1461): Carlo di Francia (1446 – 1472), figlio di Carlo VII, cambiò il Ducato di Berry con il Ducato di Normandia nel 1465.

Suo figlio più giovane, Carlo, ricevette il ducato di Berry nel 1461, ma lo scambiò con quello di Normandia nel 1465. Morì nel 1472.
- V (1517): Margherita d'Angoulême (1491 – 1549), sorella di Francesco I di Francia.

La quinta nomina avvenne nel 1517 per Margherita, figlia di Carlo, Conte di Angoulême e unica sorella di Francesco I, Re di Francia. Margherita morì nel 1549, ed il ducato fu creato di nuovo nel 1550 per sua nipote Margherita, sorella di Enrico II, re di Francia, che morì nel 1574. Suo nipote Francesco, Duca d'Alençon, fratello di Carlo IX di Francia, fu nominato Duca d'Angiò, Berry e Turenna nel 1576, titoli che si estinsero alla sua morte nel 1584.
- VI (1550): Margherita di Francia (1523 – 1574), figlia di Francesco I.

- VII (1576): Francesco, Duca d'Angiò, figlio di Enrico II di Francia (1555 – 1584).

- VIII (1686): Carlo di Francia, figlio di Luigi, il Gran Delfino (1686 – 1714).

Il titolo non fu più usato fino al 1686, quando Carlo, terzo figlio di Luigi, il Gran Delfino e nipote di Luigi XIV, Re di Francia, ricevette il titolo (ma non il ducato) alla sua nascita. Fu nominato Duca d'Alençon e d'Angoulême nel 1710, ma continuò ad usare il titolo di Berry fino alla sua morte nel 1714.
- IX (1754): Luigi, Duca di Berry (1754 – 1793), successe come Luigi XVI, Re di Francia nel 1774.

La nona persona ad usare il titolo fu Luigi, nipote di Luigi XV, Re di Francia, anche al quale fu concesso il titolo di Berry alla nascita nel 1754. Egli divenne Delfino nel 1765 e successe al trono come Luigi XVI, Re di Francia nel 1774. Suo fratello più giovane, Carlo, Conte di Artois, ricevette il ducato di Berry nel 1776, ma continuò a essere riconosciuto con il suo titolo di Conte. Comunque, il suo secondo figlio, Carlo Ferdinando, era conosciuto con il titolo di cortesia di Duca di Berry dalla sua nascita nel 1778 al suo assassinio nel 1820.
- X (1776): Carlo, Conte di Artois, Duca di Berry (1757 – 1836), successe come Carlo X, Re di Francia nel 1824.

- XI Carlo Ferdinando, Duca di Berry (1778 – 1820), secondo figlio del precedente.

## Duchesse sovrane e Consorti
Valois 
| Immagine | Nome                   | Nascita        | Matrimonio                                        | Diventò Duchessa | Cessò di essere Duchessa | Morte             | Marito                                         |
| -------- | ---------------------- | -------------- | ------------------------------------------------- | ---------------- | ------------------------ | ----------------- | ---------------------------------------------- |
|          | Giovanna d'Armagnac    | 1346           | -                                                 | -                | -                        | 1388              | Giovanni di Valois                             |
|          | Giovanna II d'Alvernia | 1378           | 9 marzo 1389                                      | 9 marzo 1389     | 15 giugno 1416           | 1424              | Giovanni di Valois                             |
|          | Giacomina di Hainaut   | 15 luglio 1401 | 6 agosto 1415                                     | 6 agosto 1415    | 8 ottobre 1436           | 8 ottobre 1436    | Giovanni di Valois                             |
|          | Giovanna di Valois     | 23 aprile 1464 | 8 settembre 1476                                  | 8 settembre 1476 | 7 aprile 1498            | 4 febbraio 1505   | Luigi XII di Francia                           |
|          | Margherita d'Angoulême | 11 aprile 1492 | 1509 (primo matrimonio) 1527 (secondo matrimonio) | 1509             | 1525                     | 21 dicembre 1549  | 1: Carlo IV di Alençon 2: Enrico II di Navarra |
|          | Margherita di Valois   | 5 giugno 1523  | 10 luglio 1559                                    | 10 luglio 1559   | 14 settembre 1574        | 14 settembre 1574 | Emanuele Filiberto di Savoia                   |
|          | Elisabetta d'Asburgo   | 5 luglio 1554  | 26 novembre 1570                                  | 26 novembre 1570 | 25 marzo 1571            | 22 gennaio 1592   | Carlo IX di Francia                            |

 Duchesse sovrane di Berry 
| Immagine | Nome                      | Nascita        | Matrimonio       | Diventò Duchessa | Cessò di essere Duchessa | Morte           | Marito                |
| -------- | ------------------------- | -------------- | ---------------- | ---------------- | ------------------------ | --------------- | --------------------- |
|          | Luisa di Lorena-Vaudémont | 30 aprile 1553 | 13 febbraio 1575 | 13 febbraio 1575 | 2 agosto 1589            | 24 gennaio 1601 | Enrico III di Francia |

 Borbone 
| Immagine | Nome                                      | Nascita         | Matrimonio     | Diventò Duchessa | Cessò di essere Duchessa      | Morte           | Marito                              |
| -------- | ----------------------------------------- | --------------- | -------------- | ---------------- | ----------------------------- | --------------- | ----------------------------------- |
|          | Maria Luisa Elisabetta di Borbone-Orléans | 20 agosto 1695  | 6 luglio 1710  | 6 luglio 1710    | 5 maggio 1714                 | 21 luglio 1719  | Carlo di Borbone-Francia            |
|          | Maria Antonia d'Asburgo-Lorena            | 2 novembre 1755 | 16 maggio 1770 | 16 maggio 1770   | 10 maggio 1774 diventa regina | 16 ottobre 1793 | Luigi XVI di Francia                |
|          | Carolina di Borbone-Due Sicilie           | 5 novembre 1798 | 24 aprile 1816 | 24 aprile 1816   | 14 febbraio 1820              | 16 aprile 1870  | Carlo Ferdinando di Borbone-Francia |